# Lingua cree
La lingua cree è una lingua algonchina parlata in Canada.

## Distribuzione geografica
Secondo i dati del censimento canadese del 2011, i madrelingua cree sono 83.475, stanziati principalmente tra Saskatchewan, Manitoba, Alberta e Québec.
Poiché i parlanti tutte le lingue Algonchine, sarebbero 144.015 risulta che la Lingua Cree è la più parlata di questa Famiglia linguistica.

### Dialetti e lingue derivate
Lo standard ISO 639-3 classifica il cree come macrolingua composta dai seguenti membri:
- Lingua cree delle foreste (Woods Cree) (codice ISO 639-3 cwd)
- Lingua cree delle paludi (Swampy Cree) (csw)
- Lingua cree delle pianure (Plains Cree) (crk)
- Lingua cree moose (Moose Cree) (crm)
- Lingua cree orientale:
  - Lingua cree nordorientale (East Cree, southern inland) (crl)
  - Lingua cree sudorientale (East Cree, northern inland)(crj)

Secondo Ethnologue.com sono da considerarsi appartenenti alla macrofamiglia Cree-Montagnais anche le lingue
- Lingua Atikamekw [atj]
- Lingua Montagnais [moe]
- Lingua Naskapi [nsk]

## Sistemi di scrittura
Esistono due sistemi di scrittura per la lingua Cree, a prescindere da quale dialetto si intenda rappresentare. Il primo è il Sillabario Aborigeno Canadese, il secondo è l'Alfabeto latino, nel vocabolario che segue sono stati utilizzati entrambi.

## Vocabolario
La tavola seguente confronta parole nei principali dialetti della lingua. 
Si noti che ogni sostantivo è espresso nella forma singolare.
|                                 | Plains Cree                        | Woods Cree                   | Swampy Cree                    | East Cree, southern inland     |
| ------------------------------- | ---------------------------------- | ---------------------------- | ------------------------------ | ------------------------------ |
| "ascia"                         | ᒌᑲᐦᐃᑲᐣ cīkahikan                   | ᒉᑲᐦᐃᑲᐣ cīkahikan             | ᒌᑲᐦᐃᑲᐣ cīkahikan               | ᐅᓯᑖᔅᒄ usitaaskw                |
| "orso"                          | ᒪᐢᑿ maskwa                         | ᒪᐢᑿ maskwa                   | ᒪᐢᑾ (western ᒪᐢᑿ) maskwa       | ᒋᔐᔮᒄ chisheyaakw, ᑳᑰᔥ kaakuush |
| "libro"                         | ᒪᓯᓇᐦᐃᑲᐣ masinahikan                | ᒪᓯᓇᐦᐃᑲᐣ masinahikan          | ᒪᓯᓇᐦᐃᑲᐣ masinahikan            | ᒪᓯᓇᐦᐄᑲᓂᔥ masinahiikanish       |
| "carro"                         | ᓭᐦᑫᐤ sēhkēw                        | ᐅᑖᐹᓈᐢᐠ otāpānāsk             |                                | ᐅᑖᐹᓂᔥ utaapaanish              |
| "orologio"                      | ᐲᓯᒧᐦᑳᐣ pīsimohkān                  | ᐯᓯᒧᐦᑳᐣ pīsimohkān            |                                | ᐲᓯᒧᐦᑳᓐ piisimuhkaan            |
| "cane"                          | ᐊᑎᒼ atim                           | ᐊᑎᒼ atim                     | ᐊᑎᒼ atim                       | ᐊᑎᒻ atim                       |
| "fuoco"                         | ᐃᐢᑯᑌᐤ iskotēw                      | ᐃᐢᑯᑌᐤ iskotīw                | ᐃᐡᑯᑌᐤ iškotew                  | ᐃᔥᑯᑌᐤ ishkuteu                 |
| "pesce"                         | ᑭᓄᓭᐤ kinosēw                       | ᑭᓄᓭᐤ kinosīw                 |                                | ᓇᒣᔅ names                      |
| "pistola"                       | ᐹᐢᑭᓯᑲᐣ pāskisikan                  | ᐹᐢᑭᓯᑲᐣ pāskisikan            | ᐹᐢᑭᓯᑲᐣ pāskisikan              | ᐹᔅᒋᓯᑲᓐ paaschisikan            |
| "cavallo"                       | ᒥᐢᑕᑎᒼ mistatim                     | ᒥᐢᑕᑎᒼ mistatim, ᒥᓴᑎᒼ misatim | (western ᒥᓴᑎᒼ misatim)         | ᑳᐸᓚᔅᑴᐤ kaapalaskweu            |
| "ospedale"                      | ᐋᐦᑯᓰᐏᑲᒥᐠ āhkosīwikamik             | ᐋᐦᑯᓭᐏᑲᒥᐠ āhkosīwikamik       | ᐋᐦᑯᓰᐎᑲᒥᐠ āhkosīwikamik         | ᐋᐦᑯᓰᐅᑲᒥᒄ aahkusiiukamikw       |
| "coltello"                      | ᒨᐦᑯᒫᐣ mōhkomān                     | ᒧᐦᑯᒫᐣ mohkomān               | ᒨᐦᑯᒫᐣ mōhkomān                 | ᒨᐦᑯᒫᓐ muuhkomaan               |
| "uomo (maschio adulto)"         | ᓈᐯᐤ nāpēw                          | ᓈᐯᐤ nāpīw                    | ᓈᐯᐤ nāpew                      | ᓈᐯᐤ naapeu                     |
| "denaro"                        | ᓲᓂᔮᐤ sōniyāw                       |                              | ᔔᓂᔮᐤ šōniyāw                   | ᔔᓕᔮᐤ shuuliyaau                |
| "alce"                          | ᒨᔁ mōswa                           | ᒨᔁ mōswa                     | ᒨᐢ mōs (western ᒨᔁ mōswa)      | ᒨᔅ muus                        |
| "mio padre"                     | ᓅᐦᑖᐏᕀ (ᓅᐦᑖᐃ᛬) nōhtāwiy, ᓂᐹᐹ nipāpā | ᓂᐹᐹ nipāpā, ᓄᐦᑖᐏᕀ nōhtāwiy   | ᓅᐦᑖᐎᕀ (western ᓅᐦᑖᐏᕀ) nōhtāwiy | ᓅᐦᑖᐐ nuuhtaawii                |
| "mia madre"                     | ᓂᑳᐏᕀ (ᓂᑳᐃ᛬) nikāwiy, ᓂᐹᐹ nimāmā    | ᓂᒫᒫ nimāmā, ᓂᑳᐏᕀ nikāwiy     | (western ᓂᑳᐏᕀ nikāwiy)         | ᓂᑳᐐ nikaawii                   |
| "mio fratello maggiore"         | ᓂᐢᑌᐢ nistēs                        | ᓂᐢᑌᐢ nistīs                  | ᓂᐢᑌᐢ nistes (western nistēs)   | ᓂᔅᑌᔅ nistes                    |
| "mia sorella maggiore"          | ᓂᒥᐢ nimis                          | ᓂᒥᐢ nimis                    | ᓂᒥᐢ nimis (also western)       | ᓂᒥᔅ nimis                      |
| "mio/a fratello/sorella minore" | ᓂᓰᒥᐢ nisīmis                       | ᓂᓭᒥᐢ nisīmis                 | (western ᓂᓰᒥᐢ nisīmis)         | ᓂᔒᒻ nishiim                    |
| "scarpa"                        | ᒪᐢᑭᓯᐣ maskisin                     | ᒪᐢᑭᓯᐣ maskisin               | ᒪᐢᑭᓯᐣ maskisin                 | ᒪᔅᒋᓯᓐ maschisin                |
| "zucchero"                      | ᓲᑳᐤ sōkāw, ᓰᐏᓂᑲᐣ sīwinikan         | ᓲᑳᐤ sōkāw                    |                                | ᔔᑳᐤ shuukaau                   |
| "città"                         | ᐆᑌᓈᐤ ōtēnāw                        |                              | ᐃᐦᑖᐎᐣ ihtāwin                  | ᐃᐦᑖᐎᓐ ihtaawin, ᐅᑌᓈᐤ utenaau   |
| "albero"                        | ᒥᐢᑎᐠ mistik                        | ᒥᐢᑎᐠ mistik                  | ᒥᐢᑎᐠ mistik                    | ᒥᔥᑎᒄ mishtikw                  |
| "donna"                         | ᐃᐢᑵᐤ iskwēw                        | ᐃᐢᑵᐤ iskwīw                  | ᐃᐢᑶᐤ iskwew                    | ᐃᔅᑶᐤ iskweu                    |

Nella seguente tavola, ogni verbo è espresso nella terza persona singolare.
|                                             | Plains Cree                      | Woods Cree      | Swampy Cree        | East Cree, southern inland |
| ------------------------------------------- | -------------------------------- | --------------- | ------------------ | -------------------------- |
| "lui/lei arriva"                            | ᑕᑯᓯᐣ takosin                     |                 | ᑕᑯᔑᐣ takošin       | ᑕᑯᔑᓐ takushin              |
| "lui/lei può vedere abbastanza di lui/loro" | ᑌᐹᐸᐦᑕᒼ tēpāpahtam                |                 | ᑌᐹᐸᐦᑕᒼ tepāpahtam  | ᑌᐹᐸᐦᑕᒻ tepaapahtam         |
| "lui/lei tossisce"                          | ᐅᐢᑐᐢᑐᑕᒼ ostostotam               |                 | ᐅᐢᑐᐢᑐᑕᒼ ostostotam | ᐅᔥᑐᑕᒻ ushtutam             |
| "lui/lei muore, cessa di vivere"            | ᓂᐱᐤ nipiw, ᐴᓂᐱᒫᑎᓯᐤ pōnipimātisiw |                 | ᓂᐱᐤ nipiw          | ᐴᓂᐱᒫᑎᓰᐤ puunipimaatisiiu   |
| "lui/lei si imbarca"                        | ᐴᓯᐤ pōsiw                        |                 | ᐴᓯᐤ pōsiw          | ᐴᓲ puusuu                  |
| "lui/lei li dà a lui/lei/loro "             | ᒥᔦᐤ miyēw                        | ᒣᖧᐤ mīthīw      | ᒦᓀᐤ mīnew          | ᒦᔦᐤ miiyeu                 |
| "lui/lei sta dormendo"                      | ᓂᐹᐤ nipāw                        |                 | ᓂᐹᐤ nipāw          | ᓂᐹᐤ nipaau                 |
| "lui/lei uccide lui/lei/loro"               | ᓂᐸᐦᐁᐤ nipahēw                    |                 | ᓂᐸᐦᐁᐤ nipahew      | ᓂᐸᐦᐁᐤ nipaheu              |
| "lui/lei conosce lui/lei/loro"              | ᑭᐢᑫᔨᒣᐤ kiskēyimēw                |                 | ᑭᐢᑫᓂᒣᐤ kiskenimew  | ᒋᔅᒉᔨᒣᐤ chischeyimeu        |
| "lui/lei ride"                              | ᐹᐦᐱᐤ pāhpiw                      | ᐹᐦᐱᐤ pāhpiw     | ᐹᐦᐱᐤ pāhpiw        | ᐹᐦᐴ paahpuu                |
| "lui/lei vive"                              | ᐱᒫᑎᓯᐤ pimātisiw                  |                 | ᐱᒫᑎᓯᐤ pimātisiw    | ᐱᒫᑎᓰᐤ pimaatisiiu          |
| "lui/lei gioca"                             | ᒣᑕᐍᐤ mētawēw                     | ᒣᑕᐍᐤ mītawīw    |                    | ᒣᑕᐌᐤ metaweu               |
| "lui/lei vede lui/lei/loro"                 | ᐚᐸᒣᐤ wāpamēw                     | ᐚᐸᒣᐤ wāpamīw    | ᐙᐸᒣᐤ wāpamew       | ᐙᐸᒣᐤ waapameu              |
| "lui/lei vede lui/loro"                     | ᐚᐸᐦᑕᒼ wāpahtam                   | ᐚᐸᐦᑕᒼ wāpahtam  | ᐙᐸᐦᑕᒼ wāpahtam     | ᐙᐸᐦᑕᒼ waapahtam            |
| "lui/lei spara a lui/lei/loro"              | ᐹᐢᑭᓷᐤ pāskiswēw                  | ᐹᐢᑭᓷᐤ pāskiswīw |                    | ᐹᔅᒋᓷᐤ paaschisweu          |
| "lui/lei spara a lui/loro"                  | ᐹᐢᑭᓴᒼ pāskisam                   |                 | ᐹᐢᑭᓴᒼ pāskisam     | ᐹᔅᒋᓴᒻ paaschisam           |
| "lui/lei spara"                             | ᐹᐢᑭᓯᑫᐤ pāskisikew                |                 | ᐹᐢᑭᓯᑫᐤ pāskisikew  | ᐹᔅᒋᓯᒉᐤ paaschisicheu       |
| "lui/lei cammina"                           | ᐱᒧᐦᑌᐤ pimohtēw                   | ᐱᒧᐦᑌᐤ pimohtīw  | ᐱᒧᐦᑌᐤ pimohtew     | ᐱᒧᐦᑌᐤ pimuhteu             |
| "lui/lei lavora"                            | ᐊᑐᐢᑫᐤ atoskēw                    | ᐊᑐᐢᑫᐤ atoskīw   | ᐊᑐᐢᑫᐤ atoskew      | ᐊᑐᔅᒉᐤ atuscheu             |
| "È grande"                                  | ᒥᓵᐤ misāw                        |                 | ᒥᔖᐤ mišāw          | ᒥᔖᐤ mishaau                |
| "È grazioso"                                | ᒥᔼᓯᐣ miywāsin                    |                 | ᒥᓍᔑᐣ minwāšin      | ᒥᔻᔔ miywaashuu             |
| "Sta piovendo"                              | ᑭᒧᐘᐣ kimowan                     | ᑭᒧᐘᐣ kimowan    | ᑭᒧᐗᐣ kimowan       | ᒋᒧᐎᓐ chimuwin              |
| "Sta nevicando"                             | ᒥᐢᐳᐣ mispon                      | ᒥᐢᐳᐣ mispon     | ᒥᐢᐳᐣ mispon        | ᒥᔅᐳᓐ mispun                |
| "È ventoso"                                 | ᔫᑎᐣ yōtin                        | ᖫᑎᐣ thōtin      | ᓅᑎᐣ nōtin          | ᔫᑎᓐ yuutin                 |
| "È buono"                                   | ᒥᔪᐢᐸᑿᐣ miyospakwan               |                 | ᒥᓄᐢᐸᑾᐣ minospakwan | ᒥᔪᔅᐳᑯᓐ miyuspukun          |

|              | Plains Cree                | Woods Cree             | Swampy Cree                   | East Cree, southern inland |
| ------------ | -------------------------- | ---------------------- | ----------------------------- | -------------------------- |
| "al mattino" | ᑫᑭᓭᑊ kēkisēp, ᑮᑭᓭᑊ kīkisēp |                        | (eastern ᑫᑭᔐᑊ kekišep)        | ᒉᒋᔐᑉ chechishep            |
| "fuori"      | ᐘᔭᐑᑎᒥᕽ wayawītimihk        | ᐘᖬᐍᑎᒥᕽ wathawītimihk   | (eastern ᐗᓇᐐᑎᒥᕽ wanawītimihk) | ᐐᐐᑎᒥᐦᒡ wiiwiitimihch       |
| "uno"        | ᐯᔭᐠ pēyak                  | ᐯᔭᐠ pīyak              | ᐯᔭᐠ pēyak (eastern peyak)     | ᐯᔭᒄ peyakw                 |
| "due"        | ᓃᓱ nīso                    | ᓀᓱ nīso                | ᓃᓱ nīso (eastern ᓃᔓ nīšo)     | ᓃᔓ niishu                  |
| "tre"        | ᓂᐢᑐ nisto                  | ᓂᐢᑐ nisto              | ᓂᐢᑐ nisto                     | ᓂᔥᑐ nishtu                 |
| "quattro"    | ᓀᐓ nēwo                    | ᓀᔪ nīyo                | ᓀᐓ nēwo                       | ᓀᐅ neu                     |
| "cinque"     | ᓂᔮᓇᐣ niyānan               | ᓂᔮᓇᐣ niyānan           | ᓂᔮᓇᐣ niyānan                  | ᓂᔮᔨᓐ niyaayin              |
| "sei"        | ᓂᑯᑤᓯᐠ nikotwāsik           | ᓂᑯᑤᓯᐠ nikotwāsik       | ᓂᑯᑤᓯᐠ nikotwāsik              | ᓂᑯᑣᔥᒡ nikutwaashch         |
| "sette"      | ᑌᐸᑯᐦᑊ tēpakohp             | ᑌᐸᑯᐦᑊ tīpakohp         | ᑌᐸᑯᐦᑊ tēpakohp                | ᓃᔣᔥᒡ niishwaashch          |
| "otto"       | ᐊᔨᓈᓀᐤ ayinānēw             | ᐊᔨᓈᓀᐤ ayinānīw         | ᐊᔨᓈᓀᐤ ayinānēw                | ᓂᔮᓈᓀᐤ niyaanaaneu          |
| "nove"       | ᑫᑲ ᒥᑖᑕᐦᐟ kēka-mitātaht     | ᑫᑲ ᒥᑖᑕᐦᐟ kīka-mitātaht | ᑫᑲ ᒥᑖᑕᐦᐟ kēka-mitātaht        | ᐯᔭᑯᔥᑌᐤ peyakushteu         |
| "dieci"      | ᒥᑖᑕᐦᐟ mitātaht             | ᒥᑖᑕᐦᐟ mitātaht         | ᒥᑖᑕᐦᐟ mitātaht                | ᒥᑖᐦᑦ mitaaht               |

Le fonti sono: Plains Cree, the Online Cree Dictionary website; Woods Cree, the Gift of Language and Culture website, the Saskatchewan Indian Languages website, western Swampy Cree, the Saskatchewan Indian Languages website; eastern Swampy Cree, Ontario Ministry of Education (2002), East Cree, the Eastern James Bay Cree Language website.
Quando una casella è vuota significa che non si è trovato un termine corrispondente, questo non significa che il termine non esista in quel dialetto.

## Classificazione
La lingua cree appartiene alla ramo algonchino delle lingue algiche.